# Gerry Weber Open 2011
Gerry Weber Open 2011 — тенісний турнір, що проходив на трав'яних кортах у місті Галле, Німеччина з 6 червня. Належав до категорії ATP World Tour 250.

## Фінальна частина

### Одиночний розряд
Філіпп Кольшрайбер —  Філіпп Пецшнер 7–6(7–5), 2–0 retired

### Парний розряд
Роган Бопанна /  Айсам-уль-Хак Куреші —  Робін Гаасе /  Милош Раонич 7–6(10–8), 3–6, [11–9]